# Czysci Wardamskija
Czysci Wardamskija (biał. Чысці Вардамскія; ros. Чисти-Вардомские, Czisti-Wardomskije) – wieś na Białorusi, w obwodzie witebskim, w rejonie dokszyckim, w sielsowiecie Biarozki. W 2009 roku liczyła 47 mieszkańców.